# Chalcionellus mersinae
Chalcionellus mersinae är en skalbaggsart som först beskrevs av Sylvain Auguste de Marseul 1857.  Chalcionellus mersinae ingår i släktet Chalcionellus och familjen stumpbaggar. Inga underarter finns listade i Catalogue of Life.